# B4ü Bay 03
Der B4ü Bay 03 war ein Drehgestell-Durchgangswagen mit Seitengang, der mit der Blatt-Nr. 113 für die Königlich Bayerischen Staatseisenbahnen (K.Bay.Sts.B.) zum Einsatz im inländischen Schnellzugverkehr gebaut wurde. Er führte nur die 2. Klasse.

## Beschaffung
Zwischen 1903 und 1908 beschafften die Königlich Bayerischen Eisenbahnen insgesamt 77 Wagen der Gattungen A4ü, AB4ü, ABC4ü, BC4ü und C4ü die nur leicht gewölbte Dächer ohne aufgesetzte Oberlichter hatten und im Gegensatz zu den in der vorherigen Beschaffungsperiode mit ihren aufgesetzten Oberlichtern den preußischen Typen ähnelten. Unter der Blatt-Nummern 113 wurden so insgesamt 5 Wagen bei dem Hersteller MAN beschafft. Die Wagen waren für den inländischen Einsatz vorgesehen.

## Verbleib
Ein Wagen wurde 1919 als Reparationsleistung nach Belgien oder Frankreich  abgegeben. Drei Wagen wurden bereits von 1939 ausgemustert. Der Verbleib des letzten Wagens konnte 1945 nicht mehr geklärt werden.

## Konstruktive Merkmale

### Untergestell
Wie schon bei den Wagen nach Blatt 75 wurde der Grundrahmen des mit dem Wagenkasten verbundenen Untergestells komplett aus Holz aufgebaut, welches teilweise – z. B. für die äußeren Längsträger – mit aufgeschraubten Winkeleisen verstärkt wurde. Für die Querträger wurden ebenfalls hölzerne Profile verwendet. Man versprach sich durch diese Bauweise für hochwertige Wagen einen ruhigeren Lauf. Die hölzernen Querträger zur Aufnahme der Drehschemelpfannen wurden ebenfalls mit Winkeleisen armiert. Zur Unterstützung der äußeren Längsträger wurde wegen des großen Radstandes auf beiden Seiten ein Sprengwerk mit nachstellbaren Zugstangen angebaut. Die Pufferbohlen waren komplett aus Walzprofilen aufgebaut. Als Zugeinrichtung hatten die Wagen Schraubenkupplungen mit Sicherheitshaken nach VDEV, die Zugstange war durchgehend und mittig gefedert. Als Stoßeinrichtung besaßen die Wagen Stangenpuffer mit einer Einbaulänge von 612 mm, die Pufferteller hatten einen Durchmesser von 370 mm. Die Puffer wurden in den 1930er Jahren gegen Hülsenpuffer der Regelbauart ausgetauscht.

### Laufwerk
Die Wagen hatten Drehgestelle bayerischer Bauart mit kurzem Radstand von 2.500 mm mit aus Blechen und Winkeln genietetem Rahmen. Gelagert waren die Achsen in Gleitachslagern. Die Räder hatten Speichenradkörper. Verwendet wurden Radsätze der bayerischen Form 39.
Die Handbremsen befanden sich jeweils im geschlossenen Übergang an einem Wagenende. Alle Wagen waren mit Druckluftbremsen des Typs Westinghouse ausgestattet.

### Wagenkasten
Das Wagenkastengerippe bestand aus einem hölzernen Ständerwerk. Es war außen mit Blech und innen mit Holz verkleidet. Die Seitenwände waren glatt und bis über die äußeren Längsträger heruntergezogen. Die Wagen besaßen ein Tonnendach der süddeutschen Bauart ohne Oberlichtaufbau. Der Innenraum war in insgesamt sechs gleich große Abteile aufgeteilt. Die Abteile waren jeweils mit sechs Polstersitzen ausgestattet. Die Abteile waren mit Schiebetüren zum Seitengang hin abgeschlossen.

### Ausstattung
An beiden Wagenenden befanden sich Aborte, die mit Waschgelegenheiten kombiniert waren. Bei den Wagen der ersten Lieferserie konnten die Sitze der ersten Klasse in Schlafplätze umgewandelt werden.
Zur Beheizung verfügten die Wagen über eine Dampfheizung. Die Belüftung erfolgte über Dachlüfter bzw. über die versenkbaren Fenster.
Die Beleuchtung der Wagen erfolgte durch Gaslampen. Die zwei Vorratsbehälter hingen in Wagenlängsrichtung am Rahmen. Ab den 1930er Jahren erfolgte eine Umrüstung auf elektrische Beleuchtung.

## Bemerkung
Mit dem Umbau von 1930 erfolgten Änderungen an der Toiletteneinrichtung. Außerdem wurden elektrische Schaltschränke eingebaut und die Beleuchtung umgestellt.

## Skizzen, Musterblätter, Fotos

Ansicht zu DRG Skizze von 1920
Ansicht zu Blatt 113 aus dem Verzeichnis von 1913
Ansicht zu DRG Skizze 1930

## Wagennummern
Die Daten sind den Wagenpark-Verzeichnissen der Kgl.Bayer.Staatseisenbahnen entnommen (siehe Literaturliste) sowie den Büchern von Emil Konrad (Reisezugwagen der deutschen Länderbahnen, Band II) und  Alto Wagner (Bayerische Reisezugwagen).

## Personenwagen
| Blatt-Nr. Herstelld.         | Blatt-Nr. Herstelld.         | Blatt-Nr. Herstelld.         | Gattungszeichen je Epoche Wagennummern je Epoche | Gattungszeichen je Epoche Wagennummern je Epoche | Gattungszeichen je Epoche Wagennummern je Epoche | Gattungszeichen je Epoche Wagennummern je Epoche | Gattungszeichen je Epoche Wagennummern je Epoche | Gattungszeichen je Epoche Wagennummern je Epoche | Gattungszeichen je Epoche Wagennummern je Epoche | Gattungszeichen je Epoche Wagennummern je Epoche | Fahrwerk / Ausstattung (siehe jeweilige Legende) | Fahrwerk / Ausstattung (siehe jeweilige Legende) | Fahrwerk / Ausstattung (siehe jeweilige Legende) | Fahrwerk / Ausstattung (siehe jeweilige Legende) | Fahrwerk / Ausstattung (siehe jeweilige Legende) | Fahrwerk / Ausstattung (siehe jeweilige Legende) | Fahrwerk / Ausstattung (siehe jeweilige Legende) | Fahrwerk / Ausstattung (siehe jeweilige Legende) | Fahrwerk / Ausstattung (siehe jeweilige Legende) | Fahrwerk / Ausstattung (siehe jeweilige Legende) | Fahrwerk / Ausstattung (siehe jeweilige Legende) | Fahrwerk / Ausstattung (siehe jeweilige Legende) | Fahrwerk / Ausstattung (siehe jeweilige Legende) | Fahrwerk / Ausstattung (siehe jeweilige Legende) | Zusatzinfos    | Zusatzinfos |
| Bau- jahr                    | Her- steller                 | An- zahl                     | ab 1876                                          | ab 1907                                          | Rep. (1919)                                      | DR (ab 1923)                                     | DRG (ab 1930)                                    | DRG n. Umbau                                     | Ausge- mustert                                   | letzt. Heimat-Bf.                                | Anz. Ach- sen                                    | LüP (mm)                                         | Unt. Gest.                                       | LA.                                              | Brem- sen                                        | Bl.                                              | Hz.                                              | Art u.Anz. Abteile (Sitze je Klasse)             | Art u.Anz. Abteile (Sitze je Klasse)             | Art u.Anz. Abteile (Sitze je Klasse)             | Art u.Anz. Abteile (Sitze je Klasse)             | Art u.Anz. Abteile (Sitze je Klasse)             | Mil.                                             | Mil.                                             | Sig- nal- hlt. | Bemerkung   |
| Blatt-Nr. aus WV von Gattung | Blatt-Nr. aus WV von Gattung | Blatt-Nr. aus WV von Gattung | 101 1903 BBü                                     | 113 1913 B4ü                                     |                                                  | B4ü Bay 03                                       | B4ü Bay 03                                       | B4ü Bay 03/33                                    |                                                  |                                                  |                                                  |                                                  | (siehe jeweilige Legende)                        | (siehe jeweilige Legende)                        | (siehe jeweilige Legende)                        | (siehe jeweilige Legende)                        | (siehe jeweilige Legende)                        | A                                                | 1.                                               | 2.                                               | 3.                                               | 4.                                               | O                                                | M                                                |                |             |
| ---------------------------- | ---------------------------- | ---------------------------- | ------------------------------------------------ | ------------------------------------------------ | ------------------------------------------------ | ------------------------------------------------ | ------------------------------------------------ | ------------------------------------------------ | ------------------------------------------------ | ------------------------------------------------ | ------------------------------------------------ | ------------------------------------------------ | ------------------------------------------------ | ------------------------------------------------ | ------------------------------------------------ | ------------------------------------------------ | ------------------------------------------------ | ------------------------------------------------ | ------------------------------------------------ | ------------------------------------------------ | ------------------------------------------------ | ------------------------------------------------ | ------------------------------------------------ | ------------------------------------------------ | -------------- | ----------- |
| 1903                         | MAN                          | 5                            | 2 301                                            | 2 301                                            | X                                                |                                                  |                                                  |                                                  | 11/1919                                          |                                                  | 2                                                | 18.850                                           | HE/ E                                            |                                                  | Pl Wsbr                                          | Ggl                                              | D                                                | 2                                                |                                                  | 6 (36)                                           |                                                  |                                                  | 36                                               |                                                  |                |             |
| 1903                         | MAN                          | 5                            | 2 302                                            | 2 302                                            |                                                  | 24 001 Mü                                        | 15 429 Mü                                        | 15 429 Mü                                        | xx/1945                                          | München                                          | 2                                                | 18.850                                           | HE/ E                                            |                                                  | Pl Wsbr                                          | Ggl                                              | D                                                | 2                                                |                                                  | 6 (36)                                           |                                                  |                                                  | 36                                               |                                                  |                |             |
| 1903                         | MAN                          | 5                            | 2 303                                            | 2 303                                            |                                                  | 24 002 Mü                                        | 15 430 Mü                                        |                                                  | xx/193x                                          | München                                          | 2                                                | 18.850                                           | HE/ E                                            |                                                  | Pl Wsbr                                          | Ggl                                              | D                                                | 2                                                |                                                  | 6 (36)                                           |                                                  |                                                  | 36                                               |                                                  |                |             |
| 1903                         | MAN                          | 5                            | 2 304                                            | 2 304                                            |                                                  | 24 003 Mü                                        | 15 431 Mü                                        |                                                  | xx/193x                                          | München                                          | 2                                                | 18.850                                           | HE/ E                                            |                                                  | Pl Wsbr                                          | Ggl                                              | D                                                | 2                                                |                                                  | 6 (36)                                           |                                                  |                                                  | 36                                               |                                                  |                |             |
| 1903                         | MAN                          | 5                            | 2 305                                            | 2 305                                            |                                                  | 24 004 Mü                                        | 15 432 Mü                                        |                                                  | xx/193x                                          | München                                          | 2                                                | 18.850                                           | HE/ E                                            |                                                  | Pl Wsbr                                          | Ggl                                              | D                                                | 2                                                |                                                  | 6 (36)                                           |                                                  |                                                  | 36                                               |                                                  |                |             |